# Athelia alutacea
Athelia alutacea är en svampart som beskrevs av Jülich 1972. Athelia alutacea ingår i släktet Athelia och familjen Atheliaceae.   Inga underarter finns listade i Catalogue of Life.